# 酸化銅(II)
酸化銅(II)（さんかどう に、英: copper(II) oxide）は化学式 CuO で表される銅の酸化物で、黒色の粉末。CAS登録番号は[1317-38-0]。水、アルコールに不溶。塩酸、硫酸、塩化アンモニウム溶液、アンモニア水などに可溶。融点1,026 °C。1,050 °C以上で分解して酸化銅(I)になる。
酸化銅(II)は塩基性酸化物であるので、酸と反応して塩を作る。水素または一酸化炭素気流中で250 °Cに加熱すると容易に金属銅に還元される。また、黒鉛粉末とともに加熱することによっても還元される。天然では黒銅鉱として産出する。
釉薬の着色剤として利用される。陶磁器に酸化銅(II)を添加した釉薬をかけて焼成すると、酸化焼成では青色-緑色に、還元焼成では赤色に発色する。還元焼成で現れる赤色はかつては釉薬中の酸化銅(II)が金属銅に還元されて発色したものと考えられたが、今日では酸化銅(II)が酸化銅(I)に還元されて赤く発色すると考えられている。

## 生成
酸化銅(II) は、塩基性炭酸銅の加熱で得られる。
{\displaystyle {\ce {CuCO3{\cdot }Cu(OH)2->2{CuO}+{CO2}+H2O}}}
水酸化銅(II)、硝酸銅(II)、もしくは単体の銅などの加熱でも得られる。
{\displaystyle {\ce {Cu(OH)2 -> CuO + H2O}}}
{\displaystyle {\ce {2Cu + O2 -> 2CuO}}}

## 反応
酸化銅(II)が塩酸、硫酸、塩化アンモニウム溶液、アンモニア水に溶ける際は以下のような反応を起こす。
{\displaystyle {\ce {CuO\ + 2HCl -> CuCl2\ + H2O}}}
{\displaystyle {\ce {CuO\ + H2SO4 -> CuSO4\ + H2O}}}
{\displaystyle {\ce {2 CuO\ + 4NH4Cl -> CuCl2\ +\ [Cu(NH3)4]Cl2\ + 2H2O}}}
{\displaystyle {\ce {CuO\ + 4NH3\ + H2O ->\ [Cu(NH3)4](OH)2}}}

また、酸化銅(II)を金属銅に還元する際には水素や一酸化炭素、黒鉛と以下のように反応させる。
{\displaystyle {\ce {CuO\ + H2 -> Cu\ + H2O}}}
{\displaystyle {\ce {CuO\ + CO -> Cu\ + CO2}}}
{\displaystyle {\ce {2CuO\ + C -> 2Cu\ + CO2}}}